# Highmore, South Dakota
Highmore är administrativ huvudort i Hyde County i South Dakota. Enligt 2020 års folkräkning hade Highmore 682 invånare.